# Hannu Paananen
Hannu Paananen, né le 14 mai 1945, à Kotka, en Finlande, est un ancien joueur finlandais de basket-ball. 

## Palmarès
- Champion de Finlande 1967
- Coupe de Finlande 1978